# Kauldi Odriozola
Kauldi Odriozola Yeregui (* 7. Januar 1997 in Zumaia) ist ein spanischer Handballspieler. Der 1,82 m große Rechtsaußen spielt seit 2022 für den französischen Erstligisten HBC Nantes und steht zudem im Aufgebot der spanischen Nationalmannschaft.

## Karriere

### Verein
Kauldi Odriozola lernte das Handballspielen bei Pulpo KE in Zumaia. 2016 wechselte er zum Erstligisten Bidasoa Irun, für den er in der Saison 2016/2017 der Liga Asobal, Spaniens erster Liga, debütierte. Nach seiner ersten Spielzeit wurde er zum besten Neuling der Liga gewählt. In den Saisons 2017/2018 und 2018/2019 wurde er als bester Rechtsaußen in das All-Star-Team der spanischen Liga gewählt. Bis zum Ende der Saison 2021/2022 erzielte der in 141 Liga-Spielen eingesetzte Odriozola 554 Tore für den Verein aus Irun.
Im November 2021 unterschrieb er einen Vierjahresvertrag bei dem zu diesem Zeitpunkt noch vom Spanier Alberto Entrerríos trainierten französischen Verein HBC Nantes, bei dem er dann ab der Saison 2022/2023 in der Ligue Nationale de Handball (LNH) spielte. In dieser Saison gewann er die Trophée des Champions (Supercup der LNH) und die Coupe de France (französischer Pokalwettbewerb). 2024 gewann er erneut die Coupe de France. Seinen Vertrag mit HBC Nantes verlängerte er im November 2024 bis 2029; bis dato hatte er in 98 Spielen 301 Tore geworfen.
Mit den Teams aus Irun und aus Nantes nahm Odriozola auch an den internationalen Vereinswettbewerben EHF Champions League (2019/2020, 2022/2023 und 2024/2025) sowie EHF European League (2020/2021, 2021/2022 und 2023/2024) der Europäischen Handballföderation teil.

### Nationalmannschaft
Odriozola spielte mehrfach für Auswahlmannschaften der RFEBM.
Er bestritt im Jahr 2011 sein erstes Spiel für eine spanische Auswahl, die promesas. Bis 2013 wurde er darin in fünf Spielen eingesetzt und erzielte dabei 18 Tore.
Im November 2013 debütierte er mit der spanischen Jugendnationalmannschaft, für die er bis August 2015 insgesamt 36 mal aufgeboten wurde und 108 Tore warf. Er spielte auch bei der U-18-Europameisterschaft 2014 (3. Platz) und der U-19-Weltmeisterschaft 2015 (4. Platz).
Ab April 2016 stand Odriozola im Aufgebot der spanischen Juniorennationalmannschaft. Er nahm mit dieser Auswahl an der U-20-Europameisterschaft 2016 (1. Platz) und an der U-21-Weltmeisterschaft 2017 (1. Platz) teil. Bis Juli 2017 lief er in 28 Länderspielen der Junioren auf und warf 87 Tore.
In der spanischen A-Nationalmannschaft debütierte Kauldi Odriozola am 7. April 2018 gegen Tunesien. Bei den Mittelmeerspielen 2018 gewann er mit Spanien die Bronzemedaille. Bei der Europameisterschaft 2022 erzielte er drei Tore in fünf Spielen und gewann mit dem Team die Silbermedaille. Bei den Mittelmeerspielen 2022 errang er mit Spanien die Goldmedaille. An einer Weltmeisterschaft nahm er erstmals im Januar 2023 in Polen und Schweden teil; mit der spanischen Auswahl zur Weltmeisterschaft 2023 gewann er die Bronzemedaille. Bei der Europameisterschaft 2024 schied er nach dem zweiten Spiel verletzt aus. Mit der spanischen Olympiamannschaft 2024 gewann er die Bronzemedaille bei den Olympischen Spielen. Wegen einer Verletzung beim Torneo Internacional de España 2025 wurde Odriozola, der bereits für die Weltmeisterschaft 2025 nominiert war, aus dem Weltmeisterschaftskader gestrichen. Bis Juli 2025 bestritt Odriozola 77 Länderspiele, in denen er 203 Tore erzielte.

## Erfolge
- U-20-Europameister 2016
- U-21-Weltmeister 2017
- 2. Platz bei der Europameisterschaft 2022
- Mittelmeerspielesieger 2022
- 3. Platz bei der Weltmeisterschaft 2023
- 3. Platz bei Olympia 2024